# Diócesis de Cembalo
La diócesis de Cembalo de Chembalo o de Symbalia (en latín: Dioecesis Cimbaliensis seu Symbaliensis y en italiano: Diocesi di Cembalo) fue una circunscripción eclesiástica de la Iglesia católica en la actual Ucrania. Se trataba de una diócesis latina, sufragánea de la arquidiócesis de Sarai. Fue suprimida de hecho por la ocupación otomana al morir su último obispo en 1483, continuando como diócesis titular hasta su supresión en 1629.

## Territorio y organización

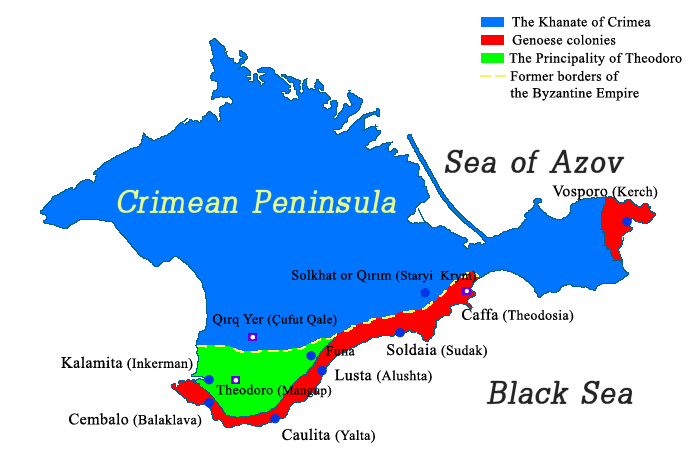
Mapa de las colonias genovesas en Crimea

La diócesis extendía su jurisdicción sobre los fieles católicos de rito latino residentes en la fortaleza de Cembalo en la península de Crimea, que era parte de la colonia de Gazaria de la República de Génova.
La sede de la diócesis se encontraba en la fortaleza de Cembalo, llamada Symbalia o Symbolon (Συμβολον) por los griegos y luego Yamboli por los bizantinos. Tras la conquista otomana fue conocida como Balaklava (desde 1957 es parte de la ciudad de Sebastopol).

## Historia

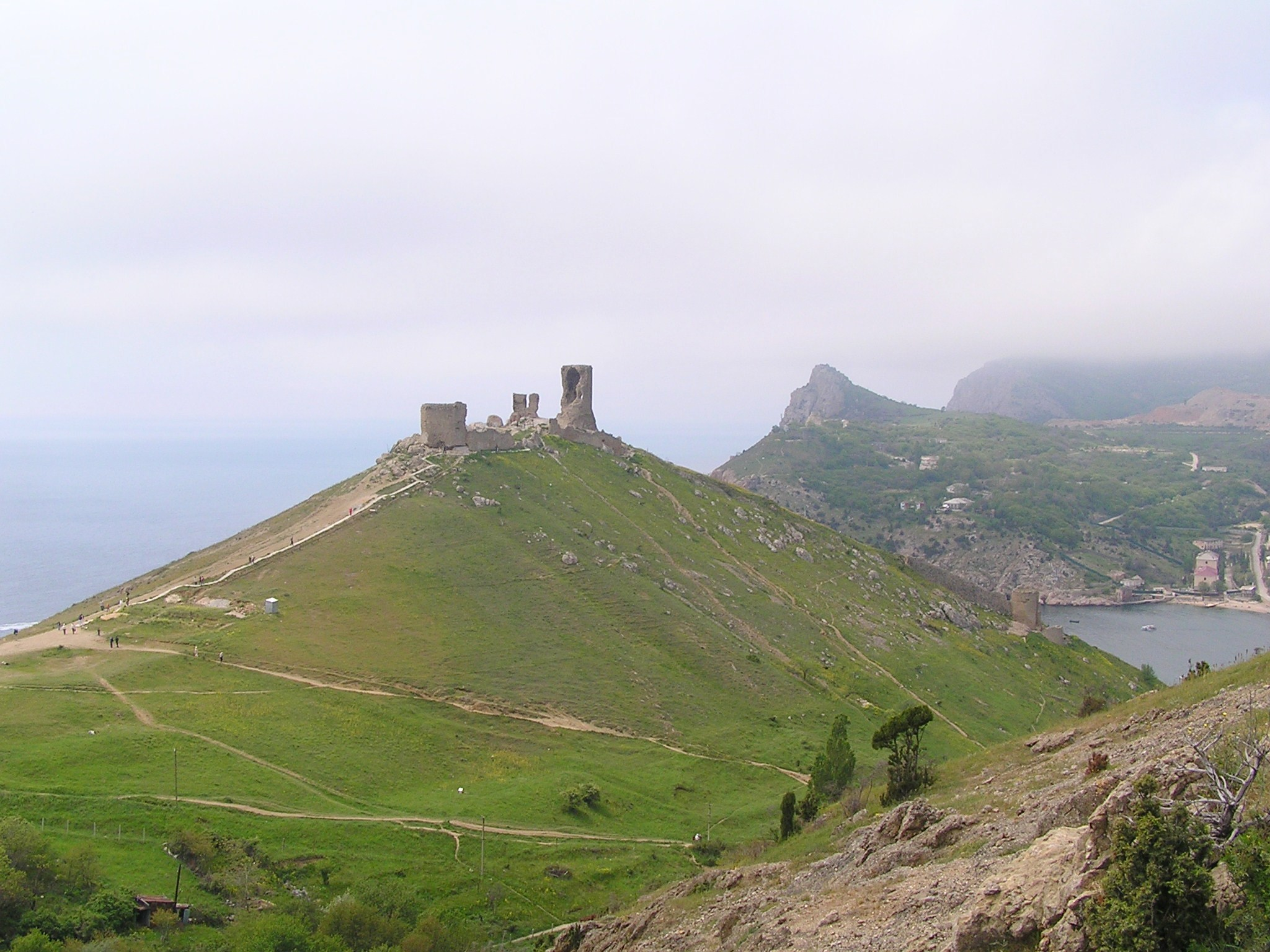
Ruinas de la fortaleza de Cembalo

Según la tradición esta región fue evangelizada por el apóstol Andrés en el siglo I y una popular leyenda relata que el tercer papa, san Clemente de Roma fue deportado al Quersoneso Táurico (actual Crimea) donde murió mártir al ser arrojado al mar con un ancla atada al cuello. En el siglo VI apareció en estos lugares una pequeña fortaleza bizantina. Estuvo en diferentes épocas bajo la esfera de influencia de los jázaros a finales del siglo VII y en 988 el área fue tomada por el príncipe Vladimiro I de Kiev, quien, según la leyenda, junto con su séquito, se convirtió allí a la fe ortodoxa. A principios del siglo XII pasó a formar parte del Principado de Teodoro, con población cristiana goda. Como el resto de Crimea, cayó bajo el dominio de los cumanos en el siglo XIII y fue conquistada por los mongoles de Batú Kan en 1230. 
Los genoveses se establecieron en Crimea en 1266 cuando los mongoles les cedieron la ciudad de Caffa, iniciando la colonia de Gazaria. Según fuentes escritas, los genoveses comenzaron a establecerse en las laderas del monte Castron en 1343, que pertenecía al Principado de Teodoro. Incluso antes de la llegada de los genoveses, gracias a la obra misionera los franciscanos tenían allí un convento. En 1354 el kan Janibek de la Horda de Oro quemó esta fortificación y la población tuvo que huir. En 1357 los genoveses comenzaron la reconstrucción de la fortaleza y en 1380 el kan Tokhtamysh de la Horda de Oro firmó un tratado de paz con los genoveses y reconoció su derecho a poseer la fortaleza, que a partir de ese momento pasó a conocerse como Cembalo.
Al mismo tiempo que se fundó la colonia, se erigió una diócesis de rito latino. En la parte alta de la fortaleza, llamada castillo de San Nicolás, se edificó una iglesia. La atribución de la provincia eclesiástica a la que pertenece es incierta. En los Provinciales del siglo XIV se la indica como sufragánea de la arquidiócesis de Sarai (ciudad a orillas del río Volga, capital de la Horda de Oro) o de Janbalic (la actual Pekín), de la que la primera fue sufragánea hasta 1362. En 1363 el papa confió al metropolitano Cosma de Sarai las cartas de nombramiento del obispo de Cembalo, por lo que es posible que hasta entonces hubiera sido sufragánea de Janbalic.
Debido a las dificultades económicas que atravesaba la diócesis, la Casa delle Compere di San Giorgio en Génova se comprometió a destinar una partida anual de su presupuesto para las necesidades de los obispos de Cembalo.
El 26 de enero de 1429 el papa Martín V nombró a fray Niccolò da Tivoli nuncio y recaudador apostólico, es decir, responsable de recaudar las rentas adeudadas a la Santa Sede en las colonias y diócesis genovesas de Caffa, Quíos, Mitilene, Cembalo, Soldaia, Samastro y Pera. En 1433 la población griega se rebeló contra los genoveses, expulsó a la guarnición italiana y, como resultado, en 1433-1434, el Principado de Teodoro tomó el control de la ciudad. En junio de 1434 un ejército de 6000 mercenarios genoveses asaltó la fortaleza y la recuperó. 
Tras la caída de Constantinopla en manos otomanas en mayo de 1453, Génova cedió la soberanía sobre Gazaria a la Casa delle Compere di San Giorgio, creyendo que era la única entidad capaz de organizar la resistencia contra los otomanos.
El último obispo fue Alejandro de Caffa, hecho prisionero por los otomanos cuando toda Crimea cayó en sus manos en 1475. Después de cinco años de prisión logró regresar a Italia y murió en 1483.
Una parte importante de la población italiana murió durante la conquista otomana, y el sultán otomano Mehmed II trasladó a la mayoría de los supervivientes a Constantinopla. Un pequeño grupo de católicos italianos se trasladó bajo la protección del kan de Crimea Meñli I Giray, quien les prometió su protección y los instaló en el pueblo de Syuyuryu-Tash (actual Belokam'yane), y luego en el pueblo de Foti-Sala, a donde para mediados del siglo XVIII ya no quedaba ningún católico.

### Diócesis titular
El 12 de marzo de 1495 la diócesis fue asignada como sede in partibus infidelium al obispo auxiliar de Cammin, Johann Wilde. Todos los demás que le siguieron fueron obispos auxiliares de Passau. El 13 de septiembre de 1629 falleció el último obispo al que se le asignó la sede titular de Cembalo y desde entonces se la considera suprimida.

## Episcopologio
- Niccolò † (? falleció)
- Eremo de Parpaiono, O.F.M. † (20 de noviembre de 1364-?)
- Giuseppe di Armenia † (26 de mayo de 1386-? falleció)
- Domenico, O.F.M. † (9 de agosto de 1403-? renunció)
- Giuseppe † (? falleció)
- Ludovico, O.P. † (15 de diciembre de 1427-? falleció)
- Bartolomeo Caponi di Pera, O.F.M. † (15 de abril de 1448-circa 1462 falleció)
- Alessandro di Caffa, O.F.M. † (1 de diciembre de 1462-1483 falleció)

### Obispos titulares
- Johann Wilde, O.S.A. † (12 de marzo de 1495-17 de diciembre de 1532 falleció)[3]
- Urban Sagstetter † (17 de abril de 1553-3 de julio de 1556 nombrado obispo de Gurk)
- Erasmo Pagendorfer † (24 de marzo de 1557-15 de julio de 1561 falleció)
- Michele Engelmeier † (19 de noviembre de 1561-13 de julio de 1568 falleció)
- Cristiano Kripper † (7 de noviembre de 1570-12 de noviembre de 1573 falleció)
- Ettore Wegmann † (4 de julio de 1575-31 de enero de 1589 falleció)
- Cristoforo Weilhamer † (9 de octubre de 1589-22 de mayo de 1596 falleció)
- Andrea Hofmann † (18 de agosto de 1597-24 de mayo de 1604 falleció)
- Biagio Lambich † (24 de noviembre de 1604-5 de febrero de 1608 falleció)
- Giovanni Brenner † (10 de diciembre de 1608-13 de septiembre de 1629 falleció)